# دافي روويف
دافي روويف (6 فبراير 1994 بلجيكا - ) هو لاعب كرة قدم بلجيكي، يلعب كحارس مرمى.

## روابط خارجية
- دافي روويف على موقع الاتحاد الأوربي (الإنجليزية)
- دافي روويف على موقع الاتحاد البلجيكي (الإنجليزية)
- دافي روويف على موقع إي إس بي إن إف سي (الإنجليزية)
- دافي روويف على موقع قاعدة بيانات كرة القدم.إي يو (الإنجليزية)
- دافي روويف على موقع Soccerbase.com (لاعب) (الإنجليزية)
- دافي روويف على موقع Soccerway.com (الإنجليزية)
- دافي روويف على موقع عالم كرة القدم.نت (الإنجليزية)
- دافي روويف على موقع AS.com (الإسبانية)